# 希望の国のエクソダス
『希望の国のエクソダス』（きぼうのくにのエクソダス）は、村上龍の小説。
1998年から2000年にかけて雑誌『文藝春秋』で連載され、2000年7月に文藝春秋から刊行された。

## あらすじ
バブル崩壊から日本経済が停滞して10年、閉塞感が漂う2001年6月パキスタンの北西辺境州で、地雷処理に従事していた日本人の少年が負傷したとCNNが報じた。カメラの前でパシュトゥーン族の衣装でカラシニコフを構えた少年は、インタヴュアーの問いかけに「あの国には何もない、もはや死んだ国だ、日本のことを考えることはない」と応えた。その言葉は全国の中学生たちの意識に変革を及ぼす。彼らは集団不登校から自分たちでネットワーク『ASUNARO』を組織し、インターネットなどを駆使して新たなビジネスを始める。巧妙な外為市場の操作によって巨額の利益を得た元中学生たちは3年後、北海道に広大な土地を購入して30万人規模で集団移住、独自に都市整備と経済圏を創り上げ「希望だけがない国、日本」からの実質的な独立を果たす。

## 主な登場人物
- 関口テツジ　30代前半のフリーの雑誌ライター
- 由美子　関口と同棲している経済部門のライター
- 後藤　関口と組む雑誌ライター
- 山方　文部省の若手官僚
- 中村秀樹　ASUNAROを組織する"ブルーギャング"のメンバー
- 楠田穣一 (ポンちゃん)　"ブルーギャング"のリーダー
- ナマムギ　日本を捨てパシュトゥーン族の中で生きる少年

## 解説
村上は執筆にあたり経済・教育など数々の専門家に取材を行ったとされ、その時の資料は「『希望の国のエクソダス』取材ノート」として刊行されている。

## その他
当作の主人公は2011年より2014年にかけて『文藝春秋』にて連載された村上の長編小説、『オールド・テロリスト』にも主人公として登場する。『オールド・テロリスト』の作品世界は、当作の後年の世界として設定されている。

## 刊行リスト
- 『希望の国のエクソダス』(文藝春秋 2000年7月 ISBN 4163193804）
  - 文庫版（文藝春秋 2002年5月 ISBN 4167190052）
- 『「希望の国のエクソダス」取材ノート』(文藝春秋 2000年9月 ISBN 4163565302）